# Paratimroseite
La paratimroseite (simbolo IMA: Ptim) è un minerale appartenente alla famiglia dei "solfati (selenati, tellurati, cromati, molibdati, tungstati)" con composizione chimica Pb2Cu4(TeO6)2(H2O)2.

## Etimologia e storia
La paratimroseite prende il nome per la sua analogia con il minerale timroseite, che a sua volta ha nome in onore di Timothy (Tim) Rose, geochimico americano e collezionista di minerali, che ha trovato e studiato per prima il minerale.
Il campione tipo è conservato presso il "Natural History Museum of Los Angeles County" in California con i numeri di catalogo 62263 e 62534.

## Classificazione
La paratimroseite, approvata dall'Associazione Mineralogica Internazionale (IMA) nel 2009, non ha fatto in tempo a essere inserita nella nona edizione della sistematica dei minerali di Strunz, aggiornata dall'IMA fino a quello stesso anno.
Compare nell'edizione successiva, proseguita dal database "mindat.org" e chiamata anche Classificazione Strunz-mindat, dove la paratimroseite è elencata nella classe "7. Solfati (selenati, tellurati, cromati, molibdati, tungstati)" e nella sottoclasse "7.B Solfati (selenati, ecc.) con anioni aggiuntivi, senza H2O"; questa viene ulteriormente suddivisa in base alla dimensione dei cationi coinvolti, in modo da trovare il minerale nella sezione "7.BB Con cationi di media dimensione", dove forma il sistema nº 7.BB.85 come unico membro.
Nella Sistematica dei lapis (Lapis-Systematik) di Stefan Weiß la paratimroseite si trova nella classe degli "ossidi" e nella sottoclasse dei "solfiti, seleniti, telluriti"; qui il minerale è nella sezione "tellurati con gruppi [Te6+O6]6- e strutture correlate" dove forma il sistema nº IV/K.15 insieme ad agaite, andychristyite, backite, bairdite, brumadoite, cesbronite, cuzticite, dagenaisite, eckhardite, frankhawthorneite, fuettererite, jensenite, khinite, kuranakhite, leisingite, mcalpineite, markcooperite, mojaveite, montanite, ottoite, raisaite, timroseite, utahite, xocolatlite, xocomecatlite e yafsoanite.

## Abito cristallino
La paratimroseite cristallizza nel sistema ortorombico con gruppo spaziale P212121 (gruppo nº 19) con i parametri reticolari a = 5,1943(4) Å, b = 9,6198(10) Å e c = 11,6746(11) Å, oltre a 2 unità di formula per cella unitaria.

## Origine e giacitura
La paratimroseite si forma come minerale secondario sulle superfici di frattura e in piccole cavità nelle vene di quarzo; si forma a causa dell'ossidazione parziale di solfuri primari e tellururi (come galena e hessite) durante o dopo la brecciatura delle vene di quarzo; il minerale è in paragenesi con calcite, cerussite, housleyite, kchinite-4O, markcooperite e timroseite.
La paratimroseite è un minerale molto raro ed è stata rinvenuta solo in pochi siti, tutti negli Stati Uniti: oltre alla località tipo, la miniera "Aga" nei pressi del deserto del Mojave (nella contea di San Bernardino, California), la paratimroseite è stata trovata anche nel distretto minerario "Delamar", nella contea di Lincoln (Nevada).

## Forma in cui si presenta in natura
La paratimroseite di solito si presenta in forma di lamelle di colore verde "neon", tipicamente interconnesse in gruppi irregolari, che possiedono lucentezza adamantina con opacità da opaca a lucida. Il colore del suo striscio è un verde molto pallido.